# ATP Challenger Todi
Das ATP Challenger Todi (offizieller Name: Internazionali di Tennis Città di Todi, vormals Internazionali di Tennis Città dell’Aquila) ist ein Tennisturnier der ATP Challenger Tour, das von 2007 bis 2017 in der italienischen Stadt Todi ausgetragen wurde. Von 2018 bis 2019 wurde das Turnier in L’Aquila ausgetragen und seit 2020 wird es erneut in Todi veranstaltet. Gespielt wird im Freien auf Sand. Im Einzel konnten Carlos Berlocq und Aljaž Bedene bisher zweimal gewinnen. Im Doppel gelang dem Duo Martin Fischer und Philipp Oswald 2009 und 2012 der Titelgewinn. Außerdem gewannen Flavio Cipolla und Máximo González zwei Doppeltitel.

## Liste der Sieger

### Einzel
| Austragungsort | Jahr | Sieger                 | Finalgegner                | Ergebnis        |
| -------------- | ---- | ---------------------- | -------------------------- | --------------- |
| Todi           | 2025 | Timofei Skatow         | Stefano Travaglia          | 7:64, 0:6, 6:2  |
| Todi           | 2024 | Carlos Taberner        | Santiago Rodríguez Taverna | 6:4, 6:3        |
| Todi           | 2023 | Luciano Darderi        | Clément Tabur              | 6:4, 6:75, 6:1  |
| Todi           | 2022 | Pedro Cachín           | Nicolás Kicker             | 6:4, 6:4        |
| Todi           | 2021 | Mario Vilella Martínez | Federico Gaio              | 7:63, 1:6, 6:3  |
| Todi           | 2020 | Yannick Hanfmann       | Bernabé Zapata Miralles    | 6:3, 6:3        |
| L’Aquila       | 2019 | Andrea Collarini       | Andrej Martin              | 6:3, 6:1        |
| L’Aquila       | 2018 | Facundo Bagnis         | Paolo Lorenzi              | 2:6, 6:3, 6:4   |
| Todi           | 2017 | Federico Delbonis      | Marco Cecchinato           | 7:5, 6:1        |
| Todi           | 2016 | Miljan Zekić           | Stefano Napolitano         | 6:76, 6:4, 6:3  |
| Todi           | 2015 | Aljaž Bedene (2)       | Nicolás Kicker             | 7:63, 6:4       |
| Todi           | 2014 | Aljaž Bedene (1)       | Márton Fucsovics           | 2:6, 7:64, 6:4  |
| Todi           | 2013 | Pere Riba              | Santiago Giraldo           | 7:65, 2:6, 7:66 |
| Todi           | 2012 | Andrei Kusnezow        | Paolo Lorenzi              | 6:3, 2:0 aufgg. |
| Todi           | 2011 | Carlos Berlocq (2)     | Filippo Volandri           | 6:3, 6:1        |
| Todi           | 2010 | Carlos Berlocq (1)     | Marcel Granollers          | 6:4, 6:3        |
| Todi           | 2009 | Simon Greul            | Adrian Ungur               | 2:6, 6:1, 7:66  |
| Todi           | 2008 | Tomas Tenconi          | Rubén Ramírez Hidalgo      | 4:6, 6:3, 6:0   |
| Todi           | 2007 | Stefano Galvani        | Adrian Ungur               | 7:5, 6:2        |

### Doppel
| Austragungsort | Jahr | Sieger                                  | Finalgegner                                  | Ergebnis           |
| -------------- | ---- | --------------------------------------- | -------------------------------------------- | ------------------ |
| Todi           | 2025 | Filippo Romano Jacopo Vasamì            | Daniel Cukierman Johannes Ingildsen          | 6:4, 6:3           |
| Todi           | 2024 | Ivan Sabanov Matej Sabanov              | Filip Bergevi Mick Veldheer                  | 6:4, 7:63          |
| Todi           | 2023 | Fernando Romboli Marcelo Zormann        | Román Andrés Burruchaga Orlando Luz          | 6:713, 6:4, [10:5] |
| Todi           | 2022 | Guido Andreozzi Guillermo Durán (2)     | Romain Arneodo Jonathan Eysseric             | 6:1, 2:6, [10:6]   |
| Todi           | 2021 | Francesco Forti Giulio Zeppieri         | Facundo Díaz Acosta Alexander Merino         | 6:3, 6:2           |
| Todi           | 2020 | Ariel Behar Andrei Golubew              | Elliot Benchetrit Hugo Gaston                | 6:4, 6:2           |
| L’Aquila       | 2019 | Tomislav Brkić Ante Pavić               | Luca Margaroli Andrea Vavassori              | 6:3, 6:2           |
| L’Aquila       | 2018 | Filippo Baldi Andrea Pellegrino         | Pedro Martínez Mark Vervoort                 | 4:6, 6:3, [10:5]   |
| Todi           | 2017 | Steven De Waard Ben McLachlan           | Marin Draganja Tomislav Draganja             | 6:77, 6:4, [10:7]  |
| Todi           | 2016 | Marcelo Demoliner Fabrício Neis         | Salvatore Caruso Alessandro Giannessi        | 6:1, 3:6, [10:5]   |
| Todi           | 2015 | Flavio Cipolla (2) Máximo González (2)  | Andreas Beck Peter Gojowczyk                 | 6:4, 6:1           |
| Todi           | 2014 | Guillermo Durán (1) Máximo González (1) | Riccardo Ghedin Claudio Grassi               | 6:1, 3:6, [10:7]   |
| Todi           | 2013 | Santiago Giraldo Cristian Rodríguez     | Andrea Arnaboldi Gianluca Naso               | 4:6, 7:62, [10:3]  |
| Todi           | 2012 | Martin Fischer (2) Philipp Oswald (2)   | Marco Cecchinato Alessio di Mauro            | 6:3, 6:2           |
| Todi           | 2011 | Stefano Ianni Luca Vanni                | Martin Fischer Alessandro Motti              | 6:4, 1:6, [11:9]   |
| Todi           | 2010 | Flavio Cipolla (1) Alessio di Mauro     | Marcel Granollers Gerard Granollers          | 6:1, 6:4           |
| Todi           | 2009 | Martin Fischer (1) Philipp Oswald (1)   | Pablo Santos González Gabriel Trujillo Soler | 7:5, 6:3           |
| Todi           | 2008 | Gianluca Naso Walter Trusendi           | Alberto Brizzi Alessandro Motti              | 4:6, 7:63, [10:4]  |
| Todi           | 2007 | Daniele Giorgini Alessandro Motti       | Enrico Burzi Stefano Galvani                 | 3:6, 7:5, [10:4]   |